# Paul Jones (cầu thủ bóng đá, sinh tháng 9 năm 1953)
Paul Stanley Jones (sinh ngày 10 tháng 9 năm 1953) là một cựu cầu thủ bóng đá chuyên nghiệp người Anh thi đấu ở Football League cho Mansfield Town.